# Neanura reticulata
Neanura reticulata är en urinsektsart som beskrevs av Axelson 1905. Neanura reticulata ingår i släktet Neanura, och familjen Neanuridae. Arten är reproducerande i Sverige.